# Aluminium(I)-bromid
Aluminium(I)-bromid ist eine chemische Verbindung mit der Summenformel AlBr.

## Herstellung
Aluminium(I)-bromid entsteht bei der Reaktion von Bromwasserstoff mit Aluminium bei hoher Temperatur. Es disproportioniert in der Nähe der Raumtemperatur.
Diese Reaktion kehrt sich bei Temperaturen über 1000 °C um.
Eine stabilere Verbindung von Aluminium und Brom ist Aluminiumtribromid.